# Christian Duffy
Christian A. Duffy, znany jako Chris Duffy (ur. 1961) – amerykański kulturysta, mistrz kraju w tym sporcie.

## Wczesne lata
Ma brata. W wieku szesnastu lat był zapalonym futbolistą i szkolnym gwiazdorem sportowym. Jako nastolatek zaczął uprawiać kulturystykę. Uważał, że osiągnięcie perfekcyjnej sylwetki pomaga w dążeniu do szczęścia. Jako dwudziestoparolatek zamieszkał w Los Angeles.

## Kariera kulturysty
W 1984 został generalnym zwycięzcą Mistrzostw Południowych Stanów Zjednoczonych w kulturystyce. Trzy lata później startował w mistrzostwach Los Angeles. Zdobył dwa złote medale: w kategorii generalnej oraz wagowej ciężkiej. W 1992 wyróżniono go tytułem Mr. America na zawodach NPC Nationals; tym samym zyskał miano mistrza USA w kulturystyce. Jeszcze w tym samym roku wywalczył srebrny medal w kategorii wagowej ciężkiej na konkurencyjnych Mistrzostwach Stanów Zjednoczonych. O jego karierze i sukcesach zawodowych stale pisano w magazynach sportowych, w tym w sierpniu 1987 w „Muscular Development” i w październiku 1991 w „Muscle Training Illustrated”.
Pracował także jako fotomodel. Trafił na okładki magazynów „Muscle & Fitness” (w kwietniu 1993), „IronMan” (w maju 1993), „Flex” (w sierpniu 1993) i „Muscle and Fitness” (w październiku 1993).

## Kariera w branży porno
W połowie lat dziewięćdziesiątych Duffy pod pseudonimem Bull Stanton rozpoczął karierę w branży gejowskiej pornografii. W filmie The Wild Ones (1994) wcielił się w ikoniczną postać Kake, znaną z prac Toma of Finland. W 1995 zagrał w kolejnej produkcji Sunset Bull, wyprodukowanej przez studio Palm Drive Video, gdzie Jack Fritscher i Mark Hemry
wykorzystali trzy kamery do jego filmowania. Wzbudziło to kontrowersje, bo Duffy był gwiazdą kulturystyki − w dodatku formatu światowego. W serii zdjęć Jack Fritscher zrobił zdjęcie Chrisowi Duffy’emu dla American Men na trzy okładki trzech czasopism: „Thrust” (w listopadzie 1996), „International Leatherman” (w marcu 1997) i „Bear 62” (we wrześniu 2000), a także na okładkę trzeciego wydania książki Corporal in Charge of Taking Care of Captain O’Malley (2000). Były perkusista i wydawca John Embry wybrał również osiem zdjęć Fritschera przedstawiających Chrisa Duffy’ego do dekoracji wnętrz w swoim magazynie „Virtual Drummer” Manhood Rituals 2 (1998) i Manhood Rituals 3 (1999). Współpracę Fritschera i Duffy’ego podczas sesji zdjęciowej ukazano w filmie dokumentalnym Ryana White’a i Alexa Clausena Raw! Uncot! Video! (2020).

## Życie prywatne
Uprawiał golf. Jego idole to sportowcy: Arnold Schwarzenegger, Lee Haney, Flex Wheeler i Tiger Woods.
Zamieszkiwał w San Francisco, Venice Beach i Tampę na Florydzie. 
Jest biseksualistą; przez pewien czas miał żonę. W latach 90. był związany z Blue Blake’em (ur. 1963, zm. 2015), byłym żołnierzem Royal Marines i brytyjskim aktorem pornograficznym. Duffy i Blake wystąpili wspólnie w kilku filmach i byli na okładce gejowskich magazynów - „Advocate Men” (w lipcu 1994) i „Torso” (w kwietniu 1995).
Jego życiowym partnerem był Michael Alago. W wywiadzie dla czasopisma „Muscular Development” określił się jako osobę „hiperseksualną”; wyjawił też, że czuje się przynależny do środowiska LGBT.

## Osiągnięcia w kulturystyce
- 1984 Southern States - National Physique Committee (NPC) - zwycięstwo[31]
- 1985 Nationals - NPC, waga ciężka, 10. miejsce
- 1987 Junior USA - NPC, waga ciężka, 6. miejsce
- 1987 Los Angeles Championships - NPC, zwycięstwo waga ciężka, 1. miejsce[32]
- 1992 Nationals - NPC, waga ciężka, 1. miejsce[33]
- 1992 USA Championships - NPC, waga ciężka, 2. miejsce[31]
- 1993 Chicago Pro Invitational - International Federation of BodyBuilders (IFBB), 8. miejsce
- 1993 Night of Champions - IFBB, 15. miejsce
- 2002 Mr. Olympia - Masters - IFBB, 5. miejsce

## Filmografia
| Rok  | Film                 | Studio              | Czas trwania |
| ---- | -------------------- | ------------------- | ------------ |
| 1994 | The Wild Ones        | MarcoStudio         | (105 min.)   |
| 1995 | Sunset Bull          | Palm Drive Video    | (80 min.)    |
| 1996 | Nothin' Nice         | Hot House Studio    | (80 min.)    |
| 2004 | Bodybuilder's Jam 11 | Jimmy Z Productions | (60 min.)    |
| 2011 | Party Pack 1         | Plain Wrapped Video | (60 min.)    |